# Un título viejo
Un Título Viejo es una murga uruguaya, fundad en 2020. Su director responsable es Fabricio Speranza.

## Historia
Fundada en 2020 por varios murguistas de trayectoria en la escena. Su director es Fabricio Speranza y sus letristas: Martín Mazella, Fabricio Speranza y Maximiliano Tuala.
En 2021 no participó del carnaval uruguayo debido a controversias.
En 2023 se destacó con una ovación de pie en su cuplé de despedida: Los líderes mundiales en el Teatro de Verano. 
En 2024 fueron galardonados con el primer puesto en el Desfile de Carnaval en 2024. Su espectáculo se llama: “Fenomenal“.

## Posiciones
| 2020 | 2021-2022    | 2023 | 2024 | 2025 |
| ---- | ------------ | ---- | ---- | ---- |
| 2°   | No participó | 13°  | 12°  | 11°  |

     No accedió a la liguilla.

## Discografía
- 2020, Presentación 2020.
- 2023, Te podrás imaginar